# Lago Brown
El lago Brown se encuentra en Chile, ubicado 60 km al sur de la ciudad de Cochrane, administrativamente pertenece también a la comuna de Cochrane, en la Región de Aysén del General Carlos Ibáñez del Campo.

## Ubicación y descripción
Este lago se ubica al sur del Lago Cochrane/Pueyrredón y próximo a la frontera con Argentina. Esta consignado en el inventario público de lagos de Chile con el código Banco Nacional de Aguas 11536092-2 y un espejo de agua de 21 km².

## Hidrología
Sus afluentes son producto de los deshielos de la cordillera, sus alrededores poseen vegetación estepárica, cuenta con servicios turísticos en el área, (Camping Lago Brown)

## Población, economía y ecología
Cuenta con via de acceso adecuada, desde Cochrane Carretera Austral hay un desvío a 5 km y se puede llegar sin dificultad hasta el mismo lago.
Desde la localidad de Cochrane, a través de la ruta X-901, se puede realizar un trayecto de 60 kilómetros, sin embargo, el camino continúa hacia el noreste pero aún en construcción por el Cuerpo militar del trabajo, el cual llegará al desagüe de este. Lo anterior permitirá Aumentar el desarrollo turístico de esa zona.
SERNATUR lo describe como:: 163 
Tiene una superficie de 21.2 km2. Este lago es de origen glaciar y desagua sus aguas al lago Cochrane ubicado más al norte. Este lago tiene gran potencial para la pesca recreativa y en su entorno se pueden desarrollar una serie de actividades como trekking y cabalgatas. Actualmente su acceso terrestre en vehiculo esta restringido a los meses de mejores condiciones climáticas.